# Reino Mutawakkilita de Yemen
El Reino Mutawakkilita del Yemen fue un estado árabe independiente que surgió en 1918, tras la derrota del Imperio otomano en la Primera Guerra Mundial.
Su primer gobernante fue el imán Yahya Ibn al-Husayn, quien reinó entre 1918 y 1948. El reino no fue reconocido por el Imperio británico como tal hasta 1925. En 1932, el rey saudita Ibn Saud reconoce la independencia de Yemen, pero dos años después, surgen conflictos entre ambos reinos por la región de Asir. En 1930, el reino saudita se anexa la región. En 1945, junto a Egipto, Siria, Líbano, Jordania y Arabia Saudí, el reino yemení forma la Liga Árabe. En 1947 ingresa a la ONU,consiguiendo así el pleno reconocimiento internacional.
La intención de Yahya Ibn al-Husayn era convertir la monarquía, que hasta entonces había sido electiva, en hereditaria, imponiendo como su sucesor a su hijo Ahmad. La oposición de la nobleza condujo en 1948 a un intento de golpe de Estado, en el que el rey fue asesinado. Su hijo, Ahmad ibn Yahya, reprimió con dureza la oposición al régimen. Ahmad inició una política de confrontación con el Reino Unido, a causa del contencioso por la posesión de Adén, todavía colonia británica. Firmó un acuerdo de unión con Egipto y Siria (entonces la República Árabe Unida), con los que formó parte de los "Estados Unidos Árabes" entre 1958 y 1961. El Rey Ahmad murió en septiembre de 1962. Le sucedió su hijo Muhammad al-Badr, pero fue poco después depuesto por fuerzas revolucionarias, que tomaron el control de la capital e instauraron la República Árabe de Yemen. Se produjo un conflicto entre varias naciones árabes, ya que Egipto apoyó a la naciente república, mientras que Jordania y Arabia Saudí respaldaban a los seguidores de la monarquía. El conflicto se prolongó hasta 1967, con enfrentamientos esporádicos; ese año las tropas egipcias se retiraron de Yemen. En 1968, tras un último asedio de la capital por los partidarios de la monarquía, se alcanzó por fin la reconciliación. Arabia Saudí reconoció oficialmente la república en 1970.

## Historia

### Yemen bajo el control otomano
La historia de Yemen bajo control otomano se divide en dos periodos: el primero, de 1515 hasta 1635, y el segundo, de 1848 a 1918. Este último precede al Reino Mutawakkilita de Yemen.

###### El segundo periodo de control otomano en Yemen
Entre 1831 y 1833, los egipcios y los otomanos libraron una guerra (Guerra egipcio-otomana de 1831-1833) desencadenada por la incursión egipcia en Palestina y Siria. Aprovechando la debilitación del Imperio Otomano después de la guerra ruso-otomana de 1828-1829, Mehmet Alí lanzó una ofensiva y avanzó en territorio turco. Frente a esto, Rusia ofreció defender Estambul. Como respuesta, los ingleses y franceses se implicaron para evitar que Rusia tomase el control del Imperio Otomano.

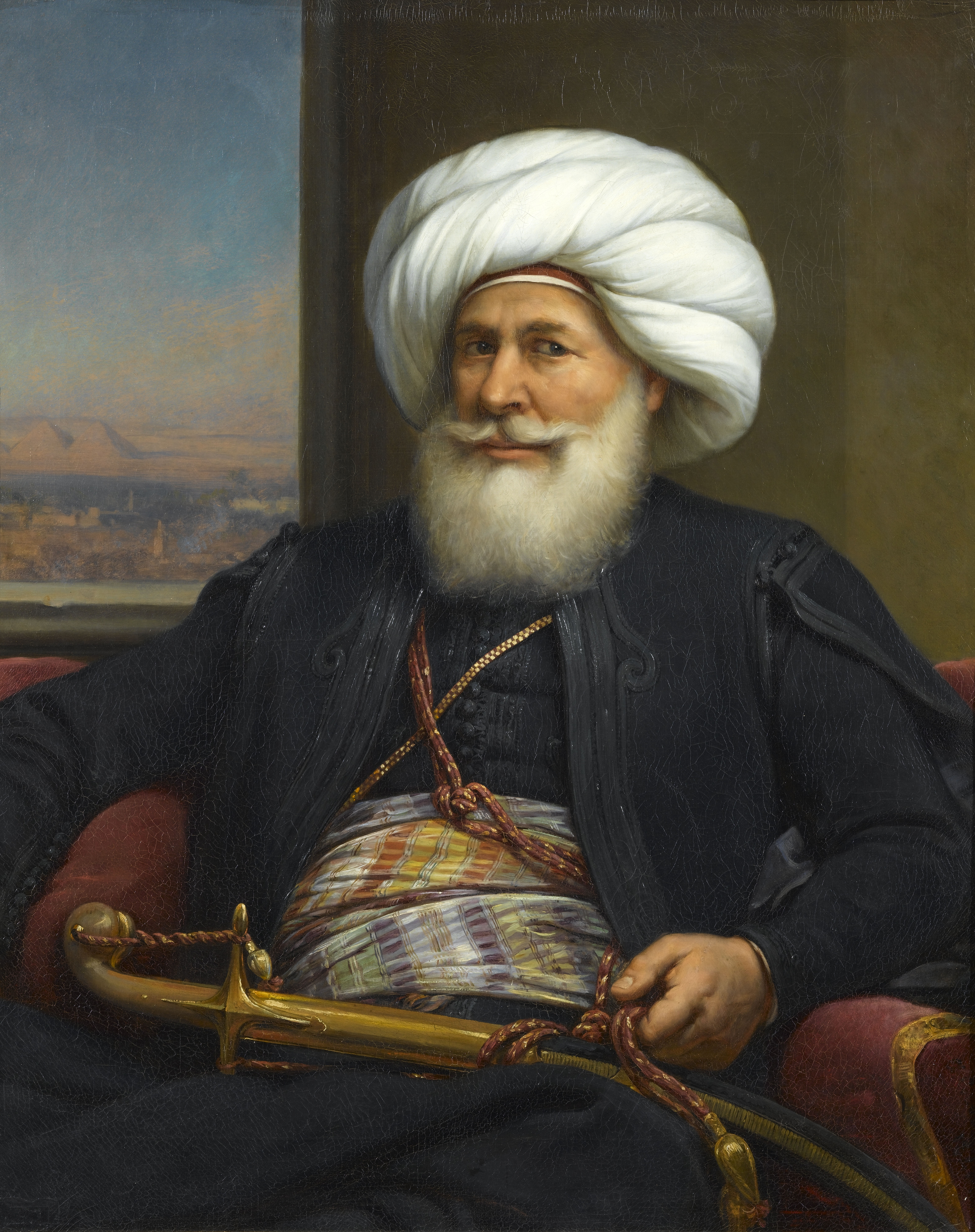
Mehmet Alí en 1840, retrato de Auguste Couder

Bajo la presión de las potencias occidentales, los egipcios firmaron la Convención de Kütahya en 1833, asegurando así el control sobre Siria. Seis años más tarde, los otomanos intentaron, sin éxito, recuperarla.
Por su parte, los británicos, buscando evitar un colapso del que podrían aprovecharse otras potencias y amenazar las rutas que llevaban a su propio Imperio, tomaron Beirut y Acre, puntos claves para el abastecimiento de las fuerzas egipcias, para cortar la línea de suministros de Ibrahim Pachá con Egipto.
En este contexto, Yemen vuelve a tomar protagonismo y atraer el interés de las potencias. La campaña contra las tropas de Mehmet Alí se traslada a Yemen y la East India Company toma el control del puerto de Adén en 1839, que mantendrían durante 128 años.
En el norte y el interior del país, la dominación zaidí se había vuelto insostenible: los puertos y las regiones agrícolas más prósperas estaban bajo el control de las tribus, dejando al imamato sin recursos para formar un ejército. El país estaba empobrecido. Además, aumentó la cantidad de enfrentamientos armados y conflictos entre los diferentes candidatos al poder. Estos estaban justificados por el principio zaidí de jurudj, que contemplaba que los levantamientos contra gobiernos ilegítimos o corruptos no sólo estaban permitidos, sino que también se aconsejaban. Yemen estaba sumido en una inestabilidad política grave.
Fue esto lo que provocó el regreso de los otomanos a Yemen. Existen dos versiones sobre cómo ocurrió. La primera sugiere que, en 1848, un grupo de notables de Saná enviaron un mensaje a la Sublime Puerta (el gobierno otomano), solicitando su vuelta para establecer el orden. La segunda dice que el imán Al-Mutawakil Muhamad fue el que pidió a los otomanos que intervinieran para ayudarlo a controlar las rebeliones de las tribus.
En 1849, desembarcó una fuerza imperial otomana que se hizo con el control de la zona costera de Tihama y de algunas zonas montañosas del sur. No fue hasta 23 años después que lograron tomar el control de la capital. Tras ese suceso, el jeque Al-Mutawakil al-Muhsin se retiró al norte, reclamó para sí el imamato y mantuvo una tensión rebelde con las autoridades otomanas. A esto se sumaron luchas internas en el norte por el control del imamato, a la vez que se producían rebeliones contra los otomanos.
En 1911, tras un nuevo alzamiento coincidente con la guerra italo-turca después del ataque italiano en Libia, se firma el Tratado de Daan. El Tratado de Daan otorgaba una nueva autonomía al imán, permitiéndole recaudar impuestos, controlar el waqf y nombrar autoridades religiosas, convirtiendo a Saná en algo parecido a un condominio. Por su parte, el imán reconocía la soberanía otomana.
Finalmente, en 1918, la derrota del Imperio Otomano en la Primera Guerra mundial forzó a los otomanos a retirarse de Yemen.

### Primeros años. Imán Yahya

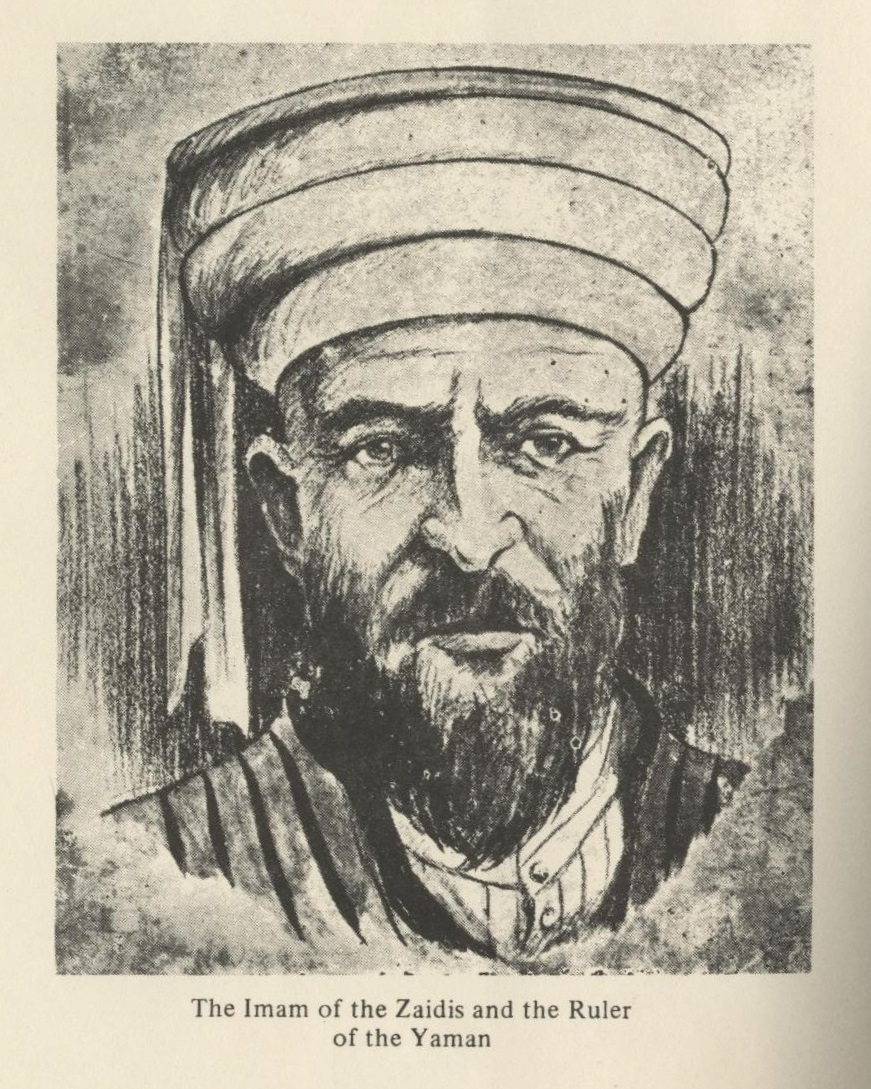
Ilustración del imán Yahya

Tras la salida de los otomanos de Yemen, el imán Yahya logró unificar Yemen del Norte, evitando que el territorio se dividiera entre jeques y sultanes. Para ello, tomó Saná y luchó por extender su autoridad: batalló para conquistar la provincia de Haraz; en el sudoeste, luchó por arrebatar el poder a los chiíes ismailíes; y, a su vez, movilizó a las tribus para tomar las áreas chafiíes (suníes). Durante estas batallas, aquellos que apoyaban al imán Yahya obtenían el estatus de “guerreros por la causa de Dios”, pasando a ser ansar al-haqq (“seguidores de la verdad”) o muyahidines. Por otro lado, los que se oponían al imán sufrían represión.
El frente más decisivo en la lucha por la unificación fue la guerra contra el emirato idrisí de Asir, liderado por el emir Muhamad ibn Alí al-Idrisi, enemigo del imán Yahya. Mientras que el imán Yahya mantenía una relación cercana con los otomanos, que vieron beneficioso acercarse a él al no poder soportar el peso de mantener varios frentes abiertos a la vez, los idrisíes habían establecido una alianza temporal con los italianos. Yahya utilizó este acercamiento entre italianos e idrisíes para desacreditar la legitimidad de sus enemigos: reforzando su posición como defensor del islam, acusó a los idrisíes de ser aliados de infieles. No solo mantenían vínculos con los italianos, sino con el bando aliado en general: algunos idrisíes habían, incluso, recibido entrenamiento militar de británicos.
En 1923, con la muerte del emir Muhamad ibn Alí al-Idrisi, los británicos dejaron de apoyar su causa y las fuerzas saudíes ocuparon el vacío que había dejado detrás la desaparición del emirato, anexionándolo como Estado saudí en 1930.
En 1926 se declara el Reino Mutawakkilita de Yemen.
En 1931, Yemen avanzó sobre la provincia saudí de Nayran, que el imán Yahya reclamaba como parte del Gran Yemen. Tras varios intentos fallidos de negociación, la guerra con Arabia Saudí estalló en mayo de 1934.

### Guerra con Arabia Saudí (1934)

Cambios territoriales durante la guerra saudo-yemení

Después del estallido de la guerra en mayo de 1934, los saudíes avanzaron hasta tomar el importante puerto de Hodeida. Sin embargo, la topografía dificultó su avance hacia el interior, donde los yemeníes se desenvolvían con mayor facilidad en el terreno montañoso. Al no lograr obtener ventaja ninguno de los dos bandos, se iniciaron rápidamente conversaciones que concluyeron en junio: Arabia Saudí conservaría la provincia de Nayran, mientras que el puerto de Hodeida sería devuelto a Yemen.
Se firmaron varios tratados, como el Tratado de Saná en febrero de 1934, que determinaba una frontera con los ingleses establecidos en Adén. También destacó el Tratado de Taif, en mayo de 1934, que estableció una frontera negociada entre ambos países. De esta forma, se puso fin a varios conflictos, y se dio forma a las fronteras del estado.

### Deterioro del poder zaidí
El Reino Mutawakkilita de Yemen se enfrentaba a dos problemas:
1. La desvirtuación del modelo de estado zaidí, que dio lugar a un “imamato corrupto”. Esto se evidenciaba, por ejemplo, en la introducción de una monarquía y un principio dinástico, que contravenían la naturaleza del liderazgo tradicional de los imames zaidíes.[1]
2. La presión de la realidad internacional. Yahya había mantenido una política de aislamiento, pero la realidad era que era imposible mantener Yemen al margen de lo que sucedía en el mundo árabe y en el resto del mundo.[1]

El nombramiento de su hijo Ahmed como príncipe heredero en 1927 tampoco fue bien recibido por la clase de los sada, que perdían con ello su papel tradicional decisivo en la elección del imán. Con el tiempo, aquellos que apoyaban al Imán Yahya, incluidos miembros de familias zaidíes y de destacados ulemas, comenzaron a volverse en su contra.
Tras el final de la Segunda Guerra Mundial, Yemen abandonó parcialmente su política de aislamiento para formar parte de la recién nacida Liga Árabe (22 de marzo de 1945). En 1947, Yemen se convirtió en miembro de la Organización de Naciones Unidas.

### Magnicidioygolpe de Estado

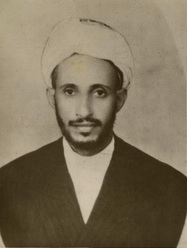
1946 - Ahmad Muhammad Numan (1909–1996)

Distintos grupos de oposición se fueron creando desde mediados de la década de 1930. Entre la oposición, destacaron el poeta Muhamad al-Zubayiri y Ahmad Numan, un propietario suní de las montañas del sur que fundó su propia escuela privada, la primera escuela secular de Yemen. Ambos hombres habían estudiado en El Cairo, donde tuvieron contacto con los Hermanos Musulmanes. Tras fracasar en sus intentos de generar cambios en el Reino Mutawakkilita, decidieron partir hacia Adén. Fue allí donde continuaron con su activismo político, a pesar de los esfuerzos de las autoridades inglesas de evitarlo; Adén dependía del suministro de carne fresca del Reino Mutawakkilita.
Destaca también Abdulá al-Wazir por su activismo y por cuestionar la legitimidad del poder político del imán Yahya. En marzo de 1939, Muhamad al-Zubayri y Al-Wazir viajaron a El Cairo, donde tuvieron contacto con los Hermanos Musulmanes y con Fudayl al-Wartilani, un activista argelino antifrancés en el Magreb. Este último les aconsejó sobre cómo organizar la posibilidad de un golpe en Yemen e incluso redactó un borrador de Constitución, el Sagrado Pacto Nacional. Juntos, se coordinaron con los Yemeníes Libres del protectorado de Adén y crearon en 1946 la Gran Asociación Yemení.
En enero de 1948, un agente de la Gran Asociación Yemení intenta asesinar a Yahya, sin éxito. Creen erróneamente que el imán ha muerto y anuncian que Al-Wazir había sido elegido como sucesor. A continuación, llevan a cabo un segundo atentado que, finalmente, acaba con la vida del imán Yahya.

### El Imán Ahmad

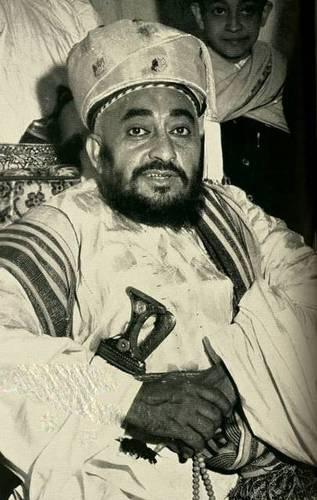
Ahmad ibn Yahya

La situación del reino empeoró gravemente durante el mandato del Imán Ahmad. Además de haber asesinado a cuatro de sus nueve hermanos, su reinado se caracterizó por las asiduas ejecuciones públicas. Esta situación estaba a tono con el resto del mundo árabe, donde abundaban los golpes de Estado y los atentados en la época.
El estado del Imán Ahmad era preocupante, pues estaba profundamente afectado por el miedo a la muerte y el consecuente juicio de Dios. A menudo, consultaba con astrólogos y sufría de “crisis místicas” durante las cuales perdía el contacto con el mundo, sumiéndose a sí mismo en el ayuno y el rezo. Durante estos periodos, estaba ausente y no se podía esperar ninguna acción por su parte.
Más allá de la tiranía del imán, el reino se enfrentaba a otros problemas: la pobreza seguía castigando el país, y algunos mendigos llegaron hasta Adén, hambrientos como consecuencia de una sequía.Otros factores, como el impacto de una epidemia de tifus en la agricultura y el aumento del precio del grano, agravaron la situación de hambruna. La epidemia de tifus que azotó el reino en 1942 desbordó los dispositivos sanitarios británicos en Yemen. Esta crisis provocó el éxodo de la comunidad judía yemení, que llegó como refugiada al protectorado británico. Posteriormente, a partir de 1949, entre 25.000 y 40.000 judíos yemeníes emigrarían al recién declarado Estado de Israel.
Por otro lado, la Guerra Fría en 1948 le dio a Ahmad la oportunidad de acercarse tanto a los americanos como a los soviéticos e incluso a los chinos, mientras se liberaba de la presión británica ejercida desde el protectorado de Adén. Gran Bretaña estaba en decadencia, especialmente después de la Nakba en Palestina. Era, ahora, una potencia de segunda categoría. La tensión entre el Reino Mutawakkilita de Yemen y el protectorado de Adén se intensificó. El imán Ahmad buscó apoyo exterior contra Gran Bretaña: en abril de 1956, el Pacto de Yeda fue firmado por Nasser, el imán Ahmad y el rey Saud.
En noviembre de 1956, llegaron a Yemen armas soviéticas e instructores egipcios, seguidos de tropas regulares egipcias. A la vez que las armas de la URSS llegaban a Yemen, también se mantenían relaciones con los estadounidenses, quienes estaban construyendo una carretera desde Taíz hasta el puerto de Muja, así como un sistema de abastecimiento de aguas en Taíz.
En 1958, el Reino Mutawakkilita se unió a los llamados Estados Unidos Árabes (EUA), una especie de alternativa a la República Árabe Unida (RAU, 1958-1961) pensada para poder integrar también a Yemen. Sin embargo, esto no duró mucho: Siria abandonó la RAU tras un golpe de Estado contra el mariscal Abdel al-Hakim Amer en 1961. Poco después, Yemen abandonó la EUA, denunciando que las políticas socializantes de Nasser eran contrarias al islam.
A raíz de la confrontación con Egipto y la ruptura de Yemen con la UEA, los 11.000 soldados y oficiales instruidos bajo la dirección del coronel Abdulá al-Salal, cercano a Nasser, comenzaron a planear acciones para terminar con el imán Ahmad.
En marzo de 1955, el príncipe Abdulá, hermano del imán y ministro de Asuntos Exteriores, lideró un golpe de Estado con la ayuda de otro de sus hermanos y varios oficiales. Sin embargo, Ahmad logró escapar después de dos semanas, recuperando el poder gracias a un descuido de los golpistas.
Las tensiones escalaron, y sólo en 1961 se produjeron siete atentados contra el imán, dejándolo uno de ellos prácticamente en estado vegetativo. Después de esto, su hijo, el príncipe Badr, asumió de facto el poder. Durante su regencia, se organizó otro golpe de estado dirigido por el coronel Abdulá al-Salal. Éste se puso en marcha tras la muerte del imán Ahmad en septiembre de 1962.
La oposición, formada por una variedad de perfiles, desde militares, pronasseristas, bazistas, hasta simples descontentos con la rebaja de salarios, culminó en el movimiento de Oficiales Yemeníes Libres.

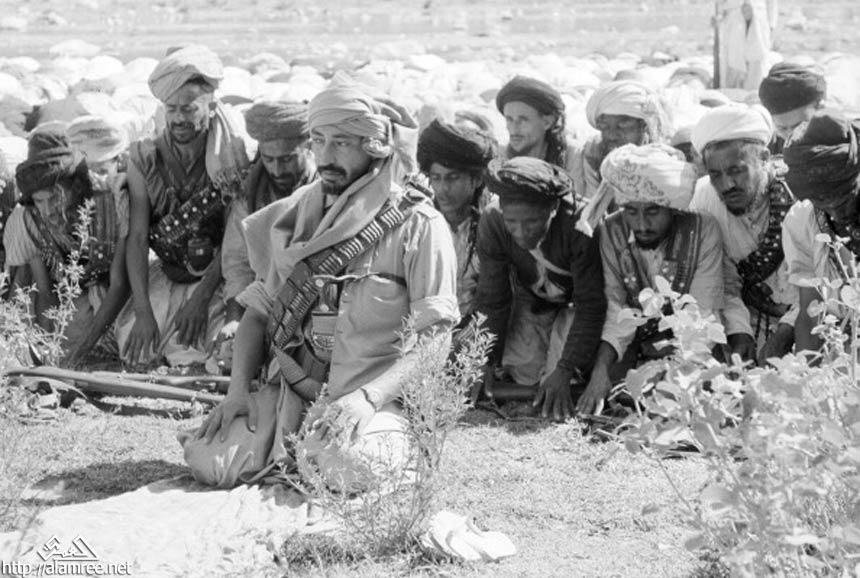
Muhammad al-Badr rezando con sus guardias.

El 26 de septiembre se ejecuta el golpe de Estado, que resulta parcialmente fallido: a pesar de lograr asaltar el palacio real, capturar y ejecutar a parte de la familia y los ministros del imán, Al-Badr logró escapar y refugiarse en Arabia Saudí.
Allí, el imán Al-Badr obtuvo el apoyo de Arabia Saudí y Jordania, iniciando una campaña de resistencia armada apoyado por tribus leales. Por otro lado, Nasser respondió en apoyo de los republicanos, enviando al general Alí Abdul Hamed y, pocos días después, a un batallón de las Fuerzas Especiales egipcias al puerto de Hodeida. Es así como estalla la guerra civil en Yemen en 1962.

### La guerra civil y el fin del Reino Mutawakkilita de Yemen

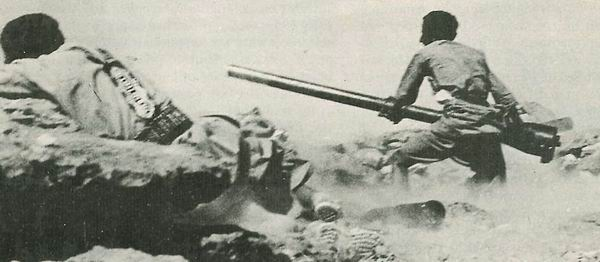
Soldados realistas intentan detener el ataque de un blindado egipcio

La guerra civil de Yemen se desarrolló entre 1962 y 1970. En ella, combatieron las fuerzas republicanas yemeníes, respaldadas por Egipto, contra los partidarios monárquicos del imán depuesto, apoyados por Arabia Saudí y Jordania. Fue un conflicto sumamente costoso para Egipto: durante la guerra sufrió 26.000 bajas mortales. Las pérdidas no sólo fueron humanas, sino también económicas: se estimaba que cada día de combate le costaba a Egipto medio millón de dólares, sumándose a sus deudas preexistentes. En 1965, Egipto mantenía 70.000 soldados desplegados en Yemen.

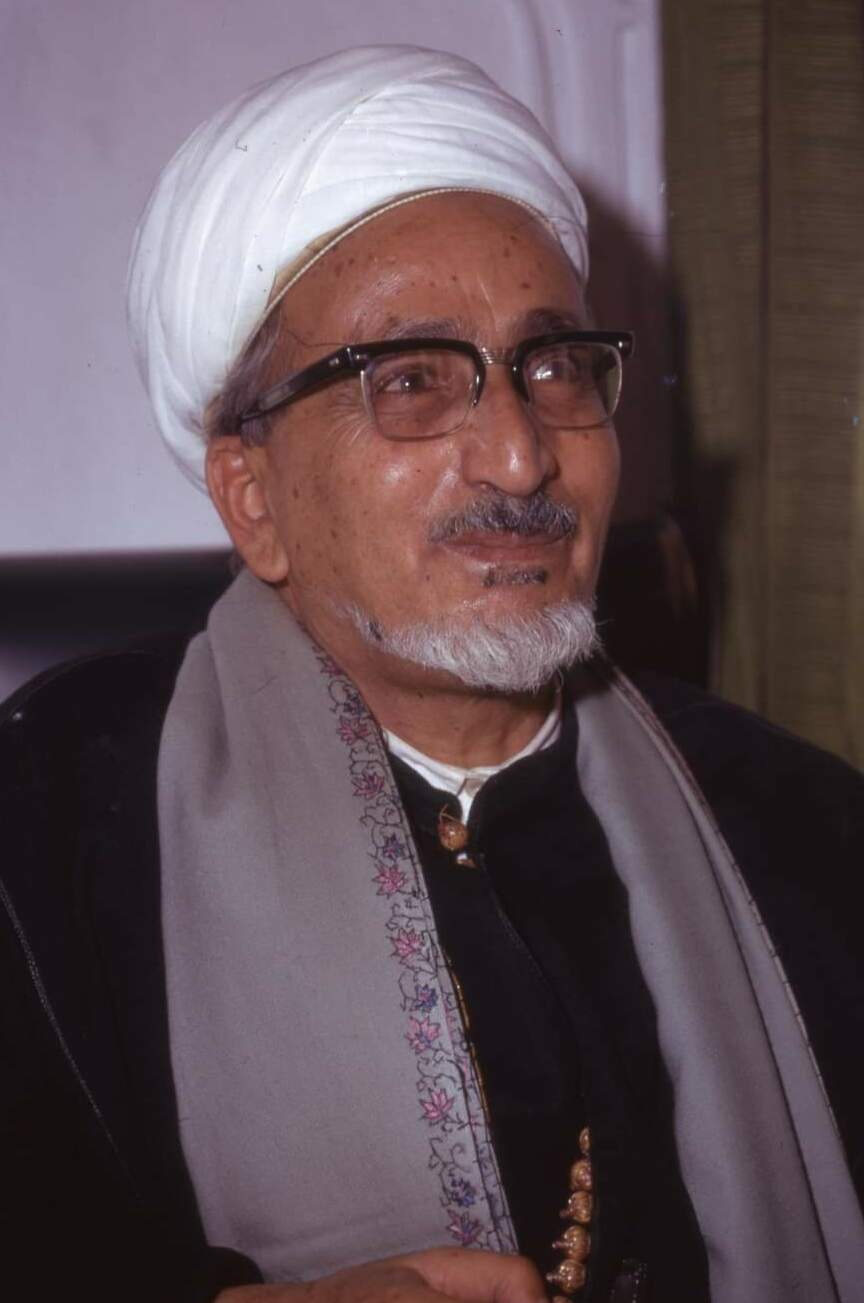
Abdrahman al-Eryani

En un intento por poner fin al conflicto, en 1964 se llevaron a cabo varias conferencias: la de Alejandría, entre Nasser y el rey Faisal, en septiembre; y otra en Erkwit, Sudán, en noviembre. Durante esta última, se acordó convocar un referéndum para decidir si Yemen debía ser una república o una monarquía. Sin embargo, estas iniciativas no lograron poner fin a la guerra.
Nasser estaba decidido a continuar la intervención en Yemen, llegando incluso a emplear armas químicas (ataques con gases), especialmente a partir de finales de 1966. No obstante, la prolongada lucha en Yemen, sumada a la derrota en la guerra de los Seis Días en 1967, desbordaron la capacidad militar de Egipto, dejando al país al borde de la ruina. Por su parte, el rey Faisal tampoco deseaba continuar la guerra, pues no quería seguir perjudicando a un Estado árabe que había sido derrotado por Israel. Como resultado, se alcanzó un acuerdo en Jartum, pero el presidente yemení se negó a cumplirlo, decidido a seguir luchando, y buscó ayuda externa para lograrlo. Ante esta situación, Nasser ayudó en un golpe de Estado para deponerlo, y se designó a Abdulrahman al-Iryani como nuevo presidente.
Abdulrahman al-Iryani, experto en sharia, había sido cadí en tiempos del Reino Mutawakkilita. Había formado también parte del Movimiento de los Jóvenes Yemeníes y había participado en el golpe de 1948. Apoyado por Ahmad Numan y Mohamed Alí Uzman, al-Iryani se distanció de egipcios y saudíes.
A pesar de esto, la guerra civil yemení continuó. Las facciones más extremistas no habían aceptado el alto al fuego, y una vez retirados los realistas tras perder el apoyo de Arabia Saudí, los republicanos continuaron luchando entre ellos mismos. Finalmente, la guerra terminó fin en 1970.Al-Iryani logró la tregua entre las fuerzas republicanas y realistas, y presidió la adopción de una constitución democrática ese mismo año.

## Política
El Reino Mutawakkilita de Yemen estaba estructurado como teocracia, con elementos institucionales basados en el patrimonialismo. Durante el mandato del imán Yahya, el reino funcionaba como un estado patrimonial caracterizado por una política de estricto aislamiento internacional. El expedicionario europeo Hugh Scott habla, tras conocer personalmente al imán Yahya, sobre la monarquía absoluta en el país: “[…] es absoluto como ningún monarca. Ningún gobernador puede en mayor medida atender personalmente a todos los detalles de su administración […] Si alguien en el mundo puede decir «Yo soy el Estado», ése es el imán Yahya”.

## Sociedad
En la pirámide social, los funcionarios de alto nivel ocupaban la cúspide, siendo muchos de ellos de familias adineradas. Los cadíes administraban la justicia de acuerdo a las estipulaciones de los ulemas. El reino estaba gobernado mayoritariamente por chiíes zaidíes. Por su parte, los suníes destacaban especialmente en ciertos ámbitos como el comercio, la artesanía y las profesiones tradicionales. Tal vez por influencia cultural hindú, en la sociedad yemení existían castas de rango inferior, como los muyazzin (barberos, carniceros, zapateros, etc.) y los ajdams, la población negra que venía de Etiopía. Además, los esclavos (‘abd) continuaron existiendo legalmente hasta el año 1962.

## Leyes
El imán Yahya optó por mantener las leyes otomanas, que consideraba más prácticas para administrar un estado moderno que la aplicación de la sharia. Estas leyes otomanas también gozaban de un mayor respaldo social.
El primer documento constitucional del reino fue la Sagrada Carta Estatuaria Nacional de 1948, según el cual se establece un sistema de gobernanza constitucional basado en la shura. Sólo los hombres podían formar parte del Consejo Consultivo de la Shura. También introduce el concepto de la igualdad absoluta entre los hombres (excluyendo a las mujeres).

## Economía
El comercio interior era limitado, condicionado por las dificultades de comunicación dentro del reino debido al paisaje montañoso de Yemen. El 85% de la población vivía de la agricultura y no existía una clase media técnico profesional: no había médicos, ni científicos, ni abogados. El reino contaba únicamente con dos establecimientos industriales, ambos situados en Saná: unos talleres que producían municiones y piezas para maquinaria, y una fábrica textil. En estos talleres trabajaban, entre otros, varios centenares de huérfanos que, a cambio, recibían formación en una escuela pública y sueldo en moneda y una ración de grano. Estaban bajo tutela directa del imán Yahya.